# Накаті Сіґейо
Накаті Сіґейо (яп. 中地シゲヨ; 1 лютого 1905, Саґа, Префектура Саґа, Японська імперія — 11 січня 2021, Саґа, Префектура Саґа, Японія) — японська супердовгожителька. З 8 червня 2016 року (після смерті супердовгожительки Ікеди Нуґі) до своєї смерті, була найстарішою повністю верифікованою людиною в префектурі Саґа. З 27 серпня 2019 року (після смерті Мацусіти Сін) до своєї смерті була другою найстарішою людиною в Японії (після Танаки Кане). Досягнутий нею вік (115 років, 345 днів) було підтверджено Групою геронтологічних досліджень.

## Життєпис
Накаті Сіґейо народилася 1 лютого 1905 року в місті Саґа, Префектура Саґа, Японія. Вона була другою з 5-ти дітей у сім'ї.
Протягом 30-ти років вона пропрацювала вчителькою у початковій школі. Була вихователькою у дитячому садку. У 62 роки вийшла на пенсію.
У 1990-х роках Сіґейо зламала стегно. Вона жила сама у своєму власному будинку до 103-х років. До 108-ми років вона могла ходити самостійно.
У грудні 2018 року вона вилікувалася від аспіраційної пневмонії. Під час хвороби Сіґейо була прикутою до ліжка і їй деякий час було необхідно користуватися дихальною трубкою.
Вона любила виконувати генд-денсінг та спілкуватися. У 115 років довгожителька була досить активною, незважаючи на те, що майже повністю втратила слух.
Накаті Сіґейо померла 11 січня 2021 року у місті Саґа, Префектура Саґа, Японія у віці 115 років і 345 днів.

## Довголіття
З 8 червня 2016 року (після смерті супердовгожительки Ікеди Нуґі) до своєї смерті Накаті Сіґейо була найстарішою повністю верифікованою нині живою людиною в префектурі Саґа.
З 27 серпня 2019 року (після смерті супердовгожительки Мацусіти Сін) до своєї смерті була другою найстарішою нині живою людиною в Японії (після Танаки Кане).
1 лютого 2020 року Накаті Сіґейо стала 50-ю людиною в історії, яка досягла віку 115 років.
Станом на січень 2021 року Накаті Сіґейо входить у список 100 найстаріших людей в історії.